# Bosnia otomana
La Bosnia otomana es el término historiográfico para designar al periodo que duró desde 1463, con la caída del Reino de Bosnia, hasta 1878, cuando el Imperio austrohúngaro ocupó el Valiato de Bosnia. La llegada de los otomanos es el evento más importante en la historia de Bosnia y Herzegovina, y tuvo enormes consecuencias religiosas, lingüísticas, culturales, políticas y militares para el área de la actual Bosnia y Herzegovina.
Durante el gobierno otomano, el islam y el judaísmo aparecen por primera vez con porcentajes significativos en Bosnia, mientras que la iglesia ortodoxa se extiende a toda el área del estado actual. Políticos y pensadores de origen bosnio tienen un impacto en la historia mucho más allá de las fronteras de su tierra natal, mientras que en Bosnia se encuentran ciudades como Sarajevo y Mostar, donde se construyeron impresionantes objetos arquitectónicos como el Puente Viejo y la mezquita Ferhadija. Las fronteras modernas de Bosnia y Herzegovina también vienen de esta época.

## Conquista otomana

Europa central en 1683: los territorios de los Habsburgo y los otomanos, incluyendo el Reino de Hungría, la Croacia de los Habsburgo, los Estados vasallos de los otomanos y los eyalatos.

La conquista otomana de Bosnia y Herzegovina comenzó en 1377. El Reino de Bosnia finalmente cayó en 1463. Herzegovina lo haría en 1482. Tomó un siglo más para que las partes occidentales de Bosnia sucumbieran a los ataques otomanos. Bosnia continuó legalmente bajo la Casa Real de Berislavić, y finalmente cayó en 1527 con la caída de su capital, Jajce. La primera administración de ocupación se estableció ese mismo año.
Un importante número de bosnios se convirtió al islam después de la conquista del Imperio otomano en la segunda mitad del siglo XV, lo que le da un carácter único dentro de la región de los Balcanes. Esta conversión parece no haber sido repentina, sino un proceso gradual basado en varias reglas impuestas por los otomanos: se necesitaron más de cien años para que la cantidad de musulmanes se convirtiera en la religión mayoritaria. La opinión general entre los estudiosos es que la islamización de la población bosnia no fue el resultado de violentos métodos de conversión, sino que fue, en su mayor parte, pacífica y voluntaria.

## Bajo yugo otomano
Los turcos habían conquistado Eslavonia y la mayor parte de Hungría en 1541. En el siglo siguiente, la mayor parte de la provincia bosnia no era una frontera y se desarrolló en relativa paz. Fue administrado por los eyalatos otomanos de Bosnia y de Herzegovina.

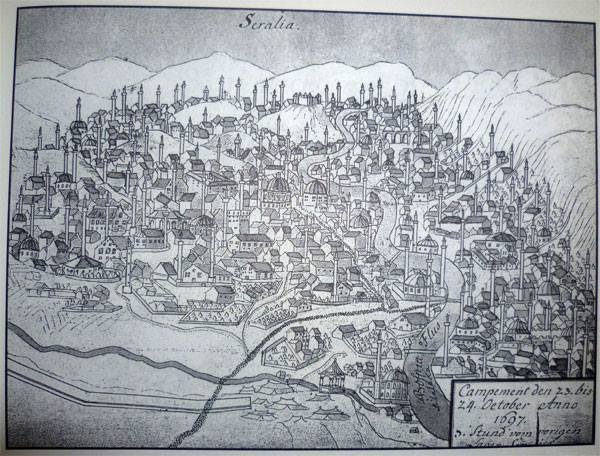
Sarajevo en 1697.

Sin embargo, cuando el Imperio perdió la guerra de 1683-1697 con Austria y cedió Eslavonia y Hungría a Austria en el Tratado de Karlowitz, las fronteras norte y oeste de Bosnia se convirtieron en la frontera entre los imperios austriaco y otomano. En 1716, Austria ocupó el norte de Bosnia y el norte de Serbia, pero esto solo duró hasta 1739, cuando fueron cedidos al Imperio otomano en el Tratado de Belgrado. Las fronteras establecidas entonces permanecieron en su lugar durante otro siglo y medio, aunque las guerras fronterizas continuaron.
Las guerras entre los otomanos y Austria y Venecia empobrecieron a Bosnia, y alentaron la migración y el reasentamiento; refugiados musulmanes de Hungría y Eslavonia se reasentaron en Bosnia, asimilando a la población nativa de los bosniacos, mientras que muchos cristianos ortodoxos orientales, en su mayoría de Kosovo, pero también incluidos los de Serbia y Bosnia, se reasentaron a través de la frontera bosnia en Eslavonia y la Frontera militar a invitación del emperador austriaco.
Según un relato musulmán otomano de la guerra austro-rusa-turca (1735-39) traducida al inglés por C. Fraser, las mujeres musulmanas bosnias lucharon en la batalla ya que "adquirieron el valor de los héroes" contra los alemanes austriacos en el sitio de Fortaleza de Osterwitch-atyk (Östroviç-i âtık). Las mujeres y hombres musulmanes bosnios estuvieron entre las víctimas durante la batalla de Osterwitchatyk. Las mujeres musulmanas bosnias lucharon en la defensa de la fortaleza de Būzin (Büzin). Mujeres y hombres resistieron a los austriacos en la fortaleza de Chetin (Çetin). Las mujeres de los bosnios se consideraron militaristas según los registros no otomanos de la guerra entre los otomanos y los austriacos, y jugaron un papel clave en el éxito de Bosnia en la batalla contra los atacantes austriacos. Yeni Pazar, Izvornik, Östroviç-i âtık, Çetin, Būzin, Gradişka y Banaluka fueron golpeados por los austriacos. Una fuente francesa describió la valentía en la batalla de las mujeres musulmanas bosnias que lucharon en la guerra.

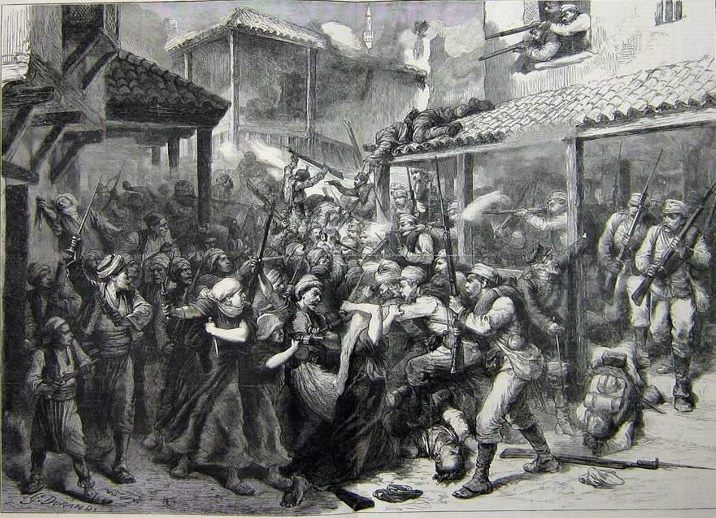
Resistencia de los bosniacos durante la batalla de Sarajevo en 1878 contra la ocupación austrohúngara.

La más famosa de estas insurrecciones fue la de 1831-1832, encabezada por el capitán Husein Gradaščević (Zmaj od Bosne, el Dragón Bosnio), quien levantó una rebelión a gran escala en la provincia, acompañada por miles de soldados nativos de Bosnia. A pesar de ganar varias victorias notables, los rebeldes finalmente fueron derrotados en una batalla cerca de Sarajevo en 1832. La discordia interna contribuyó al fracaso de la rebelión, porque Gradaščević no fue apoyado por gran parte de la nobleza de Herzegovina. La rebelión se extinguió en 1850, pero el Imperio continuó declinando.
Los sultanes otomanos intentaron implementar varias reformas económicas y militares a principios del siglo XIX para abordar los graves problemas causados principalmente por las guerras fronterizas. Las reformas, sin embargo, solían encontrar resistencia por parte de los capitanes militares de Bosnia. El gobierno otomano duró más de cuatrocientos años, hasta 1878.

## Estructura de gobierno
El gobierno otomano realizó muchas inversiones arquitectónicas en Bosnia y la creación y el desarrollo de muchas ciudades nuevas, incluyendo Sarajevo y Mostar. Esto se debe principalmente a la gran estima que los bosniacos tenían ante los sultanes y los turcos. El Imperio también promovió las relaciones estrechas entre los turcos y los bosniacos, y muchos turcos durante la época otomana sintieron una confianza y un parentesco con los bosniacos.

### Administrativo
El área de la actual Bosnia y Herzegovina fue inicialmente parte de la Provincia de Rumelia otomana (beylerbeylik) y se dividió entre los tres sanjacados (unidades administrativas de segundo nivel) de Bosnia (Bosna), Herzegovina (Hersek) y Zvornik (İzvornik). En 1580, los otomanos crearon el Eyalato de Bosnia, que se subdividió en los sanjacados de Bosnia y Herzegovina, entre otros. También introdujeron el llamado sistema spahi (en realidad, el sistema titular de timar) que cambió la administración local y la agricultura, pero en general fue un acuerdo similar a los feudos feudales europeos.
Más tarde, como parte de las reformas otomanas de Tanzimat, la región se convirtió en el valiato de Bosnia y el valiato de Herzegovina, que en conjunto abarcaban la actual Bosnia y Herzegovina junto con la región de Sandžak (entonces el sanjacado de Novi Pazar).

### Religión

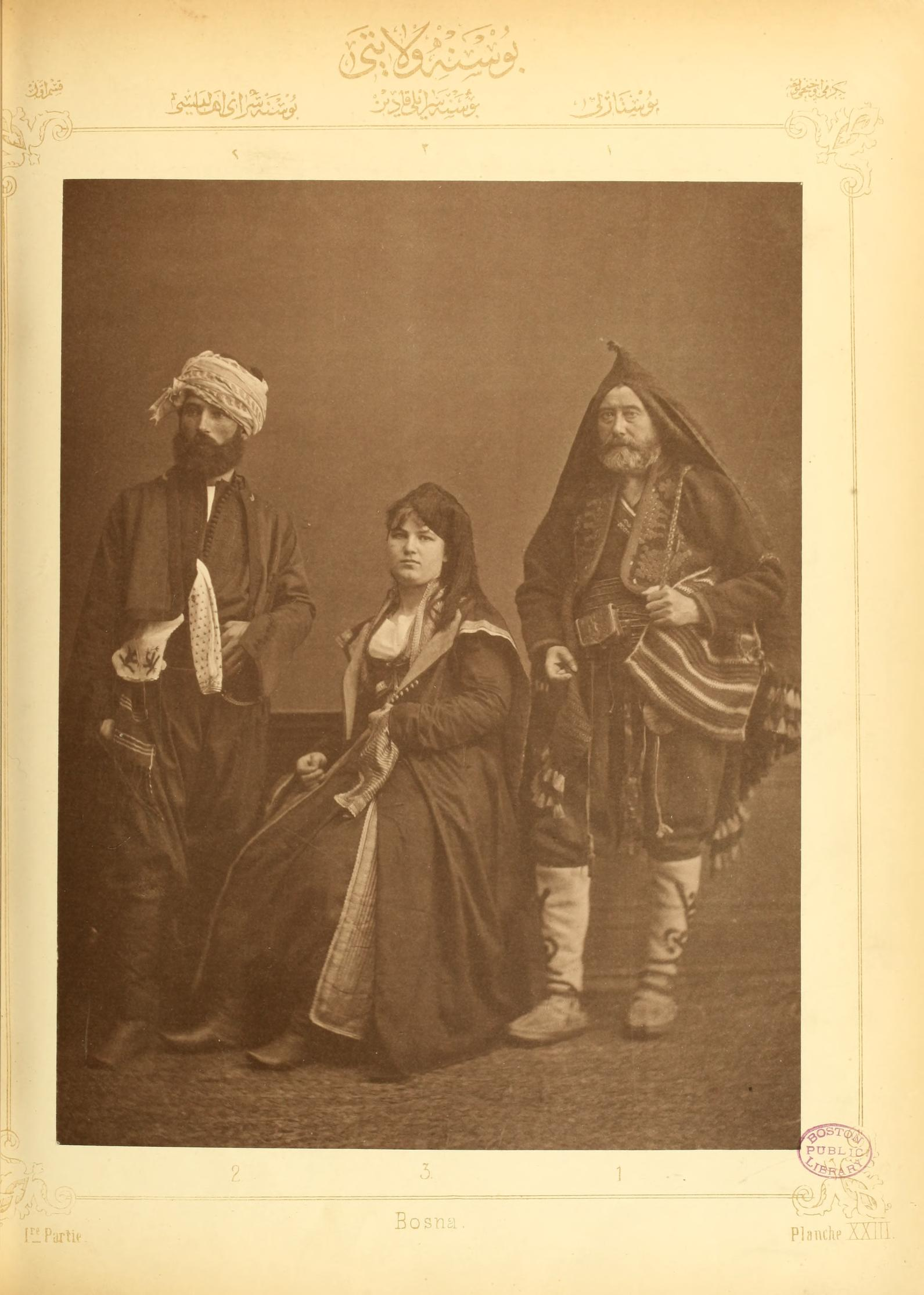
Una familia bosniaca de Mostar en 1873.

Todos los adherentes de la Iglesia bosnia finalmente se convirtieron al Islam. Existen afirmaciones contradictorias sobre las proporciones exactas o si, o en qué medida, fue voluntario o no. Desde que las primeras criaturas turcas distinguen claramente a los cristianos bosnios de los católicos u ortodoxos, ahora existe un consenso general de que el número de cristianos adherentes en los tiempos durante el gobierno otomano no superó unos pocos cientos de personas, debido principalmente a los conversos islámicos.
El gobierno otomano también cambió la composición étnica y religiosa de Bosnia y Herzegovina. Muchos bosnios católicos se retiraron a Croacia, que estaba controlada por los Habsburgo de Austria después de la conquista otomana de la mayor parte del Reino de Hungría, y a Dalmacia, que estaba controlada por la República de Venecia después de la caída de Hungría. Por el contrario, durante un par de siglos, Croacia estuvo bajo el dominio austrohúngaro y Bosnia bajo el dominio otomano, los musulmanes del norte y el oeste emigraron a Bosnia, formando un bolsillo fuertemente musulmán en su esquina noroeste alrededor de Bihać.
Otros católicos bosnios no convertidos comenzaron a identificarse como croatas bosnios, aunque este proceso no se completó hasta el siglo XX (el escritor católico del siglo XIX Ivan Franjo Jukić, por ejemplo, se consideraba bosnio y no croata). Serbios ortodoxos y valacos de Herzegovina y los vecinos del sanjacado de Smederevo emigraron a partes de Bosnia. Muchos valacos se asimilaron luego a las poblaciones serbias, bosnias y croatas locales. El período otomano también vio el desarrollo de una comunidad judía sefardí en Bosnia, principalmente en Sarajevo. Los judíos sefardíes fueron perseguidos y expulsados de la España católica a fines del siglo XV, y muchos fueron reasentados en el Imperio otomano debido a su tolerancia hacia otras religiones (especialmente hacia la Gente del Libro), principalmente en Estambul y sus alrededores. La primera sinagoga fue construida en Sarajevo en 1581.

### Impuestos

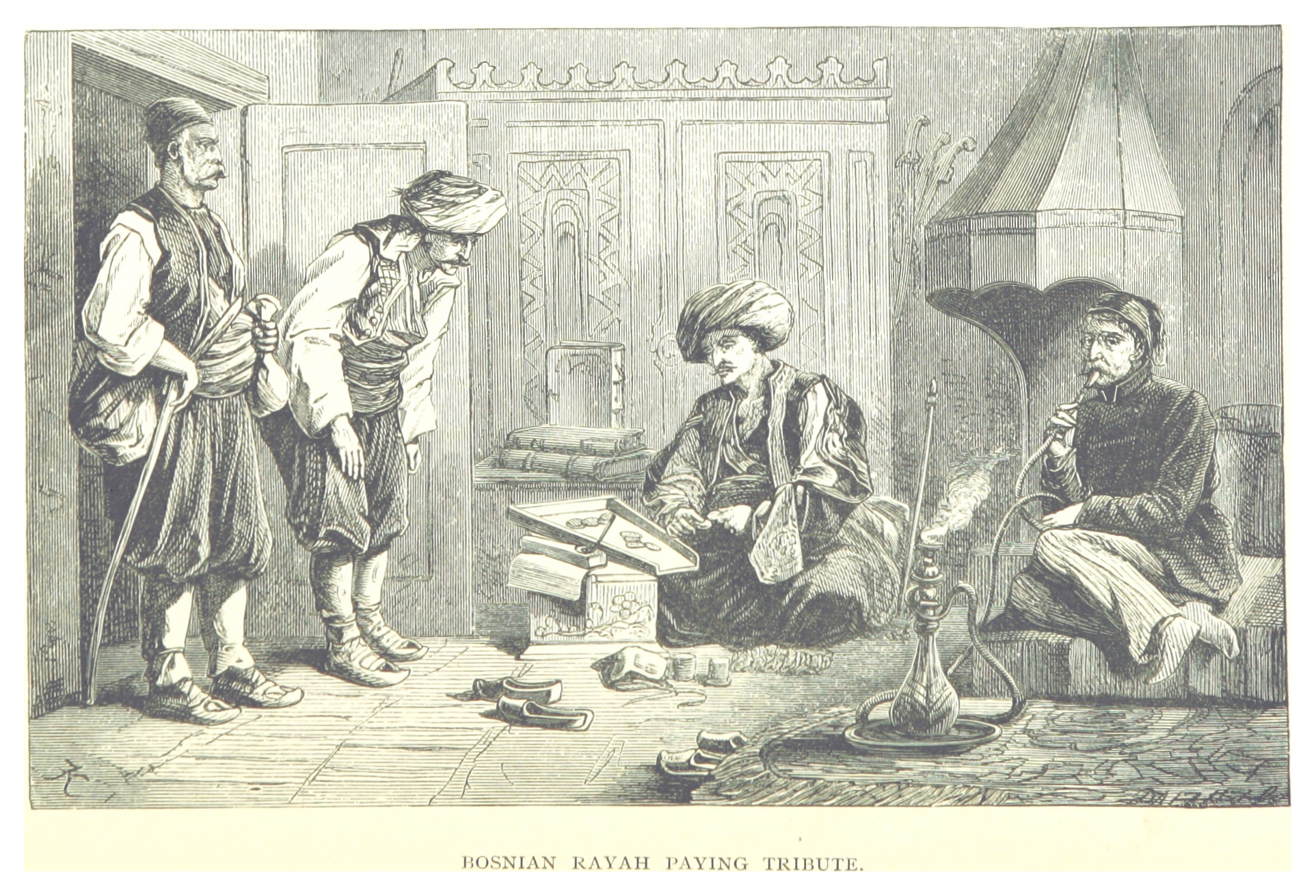
Habitantes bosniacos pagando el tributo al gobierno local otomano (ilustración de 1877).

Durante el período otomano, los cristianos fueron tratados como dhimmis por las autoridades otomanas, pero de otro modo estaban sujetos a las mismas restricciones que los súbditos musulmanes. Los dhimmis no estaban obligados a unirse al ejército, pero pagaban un impuesto especial llamado jizya (glavarina en Bosnia).
Durante el gobierno otomano, muchos hijos de padres cristianos, independientemente de si eran ortodoxos o católicos, fueron separados de sus familias y criados para ser miembros del cuerpo de jenízaros (esta práctica se conocía como el sistema devşirme, 'devşirmek' significa «reunirse» o «reclutar»). Si bien esto fue, por supuesto, al principio por la fuerza, más tarde en la historia otomana, algunos padres cristianos y musulmanes comenzaron a sobornar a los funcionarios otomanos para que se llevaran a sus hijos. Sin embargo, esta práctica fue fuertemente resentida por la mayoría de la gente del área. Esto se debió a la muy alta posición que un jenízaro ocupaba en la sociedad otomana. Debido a su educación (ya que se les enseñó artes, ciencias, matemáticas, poesía, literatura y muchas de las lenguas que se hablan en el Imperio Otomano, como el árabe, el serbio, el griego y el turco), los jenízaros podrían abrirse camino hasta convertirse en Gobernadores o incluso grandes visires.